# Imprevisti digitali
Imprevisti digitali (Effacer l'historique) è un film del 2020 scritto, diretto e co-prodotto da Benoît Delépine e Gustave Kervern.
È stato presentato in concorso al 70º Festival di Berlino.

## Trama
In un sobborgo della provincia francese, tre vicini di casa di mezz'età si trovano a fare i conti col proprio rapporto coi social media: Marie, che vive degli assegni familiari del marito, non vuole che suo figlio s'imbatta nel suo sex tape finito in rete, per il quale è ricattata da un uomo più giovane; il divorziato Bertrand, innamoratosi di una centralinista telefonica, è nel mezzo di un'infinita battaglia burocratico-legale con Facebook per proteggere la figlia, vittima di cyberbullismo; Christine, che ha perso il marito a causa della sua dipendenza da binge watching, non riesce a capire come migliorare la propria valutazione da autista Uber. Insieme, i tre uniranno le forze per dichiarare guerra ai colossi di Internet.

## Distribuzione
Il film, presentato in anteprima al Festival internazionale del cinema di Berlino il 24 febbraio 2020, è stato distribuito nelle sale cinematografiche francesi dal 26 agosto 2020. È stato distribuito nelle sale cinematografiche italiane da Officine UBU a partire dal 15 ottobre 2020.

## Riconoscimenti
- 2020 - Festival internazionale del cinema di Berlino[1][5]
  - Orso d'argento del 70º anniversario
  - In competizione per l'Orso d'oro